# Richard Ellis

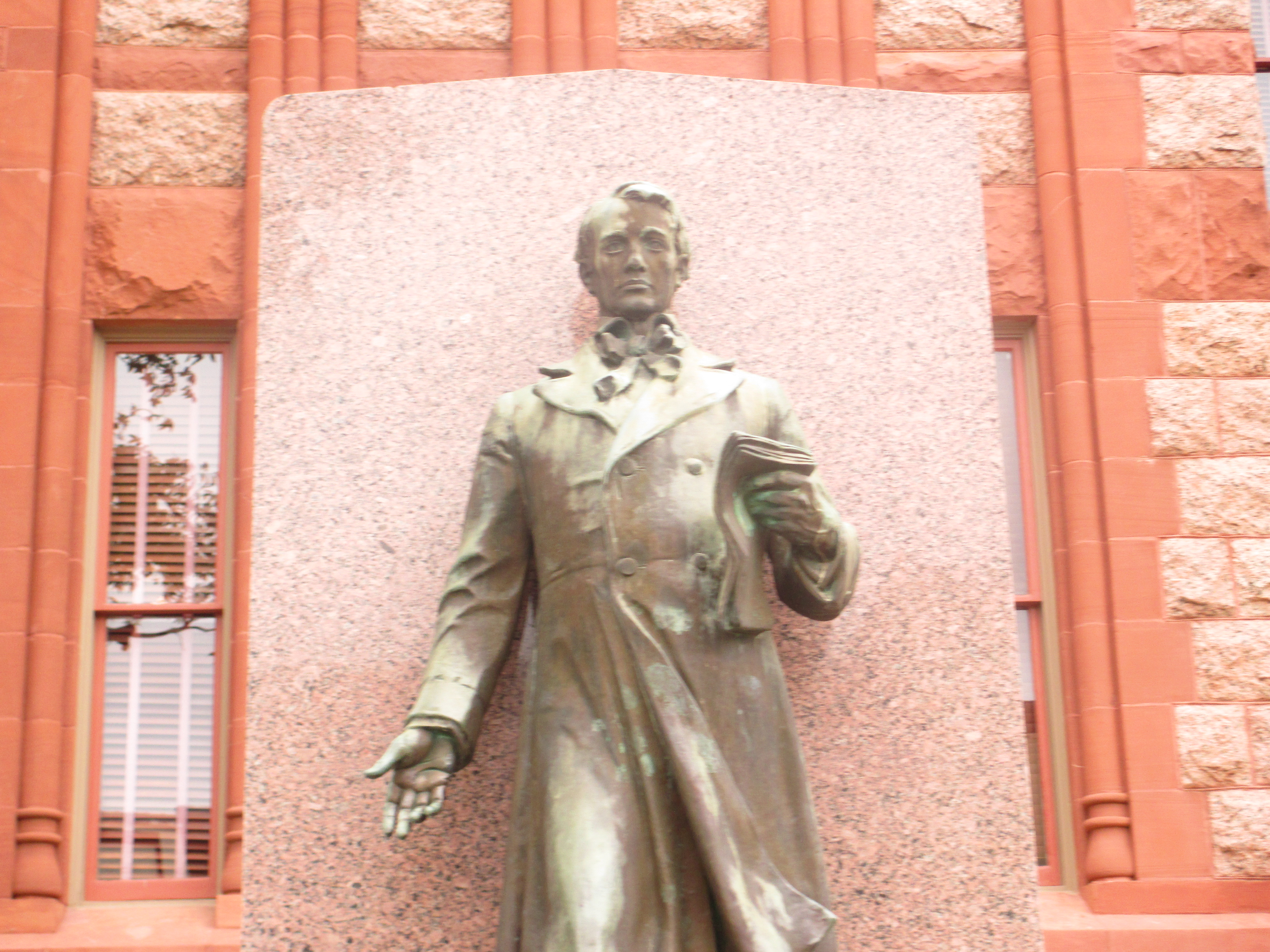
Imagem da estátua de Richard Ellis.

Richard Ellis (Condado de Lunenburg, 1781 - Condado de Bowie, 20 de Dezembro de 1846) foi um dono de plantação, político e juiz do Tribunal Quarto Circuito do Alabama norte-americano. Foi presidente da Convenção de 1836 que declarou a independência do Texas do México, assinou a Declaração de Independência do Texas, e mais tarde serviu na legislatura da República do Texas.
Ellis nasceu e foi criado no Condado de Lunenburg, Virgínia, mas ele se estabeleceu no Alabama. Era um membro da Convenção Constitucional do Alabama em 1818, e um Adjunto de Justiça do Supremo Tribunal do Alabama (1819-1826).
O Condado de Ellis, Texas, é nomeado em sua honra.